# Glittertind
Glittertind (bokmål Glittertinden; 2465 m n.p.m.) – szczyt w Górach Skandynawskich. Leży w Norwegii, w regionie Oppland. Należy do pasma Jotunheimen. Jest to drugi po Galdhøpiggen szczyt Norwegii.
Wysokość Glittertind ulega znacznym wahaniom w zależności od grubości pokrywającej jego wierzchołek czapy firnowej. W niektórych latach jest ona tak znaczna, że rzeczywista wysokość szczytu przekracza 2469 m n.p.m. (tj. wysokość Galdhøpiggen) i staje się on wówczas najwyższym szczytem Norwegii. Np. w latach 50. i 60. XX w. wysokość Glittertind określano nawet na 2481 m n.p.m.
Pierwszego wejścia dokonali Hans Sletten i Harald Nicolai Storm Wergeland w 1841 r. Pierwszym Polakiem na szczycie był prawdopodobnie Jakub Bujak, który samotnie na nartach wszedł w marcu 1931 r. na dwa najwyższe szczyty gór Skandynawii (Galdhøpiggen i Glittertind), a rok później opublikował opis tego sportowego przedsięwzięcia w książce pt. Na nartach przez Norwegię (Lwów, 1932).